# Алексино (Абакановское сельское поселение)
Алексино — деревня в Череповецком районе Вологодской области.
Входит в состав Абакановского сельского поселения, с точки зрения административно-территориального деления — в Абакановский сельсовет.
Расстояние по автодороге до районного центра Череповца — 46 км, до центра муниципального образования Абаканово — 3 км. Ближайшие населённые пункты — Кроминская, Селище, Погорелка, Абаканово, Заручевье.
По переписи 2002 года население — 63 человека (27 мужчин, 36 женщин). Всё население — русские.